# Comblessac
Comblessac (bret. Kamlec'hieg) – miejscowość i gmina we Francji, w regionie Bretania, w departamencie Ille-et-Vilaine.
Według danych na rok 1990 gminę zamieszkiwało 497 osób, a gęstość zaludnienia wynosiła 29 osób/km² (wśród 1269 gmin Bretanii Comblessac plasuje się na 833. miejscu pod względem liczby ludności, natomiast pod względem powierzchni na miejscu 591.).

## Historia
Według Żywotu św. Melaniusza wieś Comblessac została podarowane Melaniuszowi, późniejszemu biskupowi Rennes, w podziękowaniu za uzdrowienie lokalnego władcy, legendarnego króla Vannes Euzebiusza. Z miejscowością związany jest również święty Conwoïon, urodzony w niej w roku 800. W epoce średniowiecza Comblessac stało się miejscem lokalnego kultu maryjnego, a od ok. 1500 roku celem pielgrzymek do kaplicy Notre-Dame de Lorette.
W trakcie II wojny światowej, od końca 1939 do 1940 w miejscowości stacjonowali polscy żołnierze z 11 kompanii podoficerów Polskich Sił Zbrojnych generała Stanisława Maczka. W podziękowaniu za gościnę żołnierze podarowali lokalnej ludności kopię wizerunku Matki Boskiej Częstochowskiej, autorstwa jednego z żołnierzy, Stanisława Mikuły. Członkiem kompanii był również Ksawery Pruszyński, polski reporter i pisarz, który opisał historię pobytu w Comblessac i powstania obrazu w opowiadaniu „Madonna Mikulińska” opublikowanego w zbiorze „Trzynaście opowieści” w 1946 roku.

## Miejsca i zabytki
- Pozostałości siedmiobocznej świątyni rzymsko-celtyckiej (fanum) zlokalizowanej w miejscu zwanym Le Mur[4]
- Kościół parafialny pw. św. Eligiusza, zbudowany w 1850 r. W 2022 roku w kościele zrealizowanych zostało pięć fresków autorstwa polskiego malarza Piotra Pawła Drozdowicza, przedstawiających wydarzenia z historii miejscowości. Freski wykonane w technice Keim A mają łączną powierzchnię 63,5 m². W kościele znajduje się również obraz "Madonny Mikulińskiej"[1][5]
- Kaplica świętego Conwoïona[6]
- Kaplica Notre-Dame de Lorette, zbudowana w 1883 roku, w miejscu starszej budowli[7]

## Przypisy

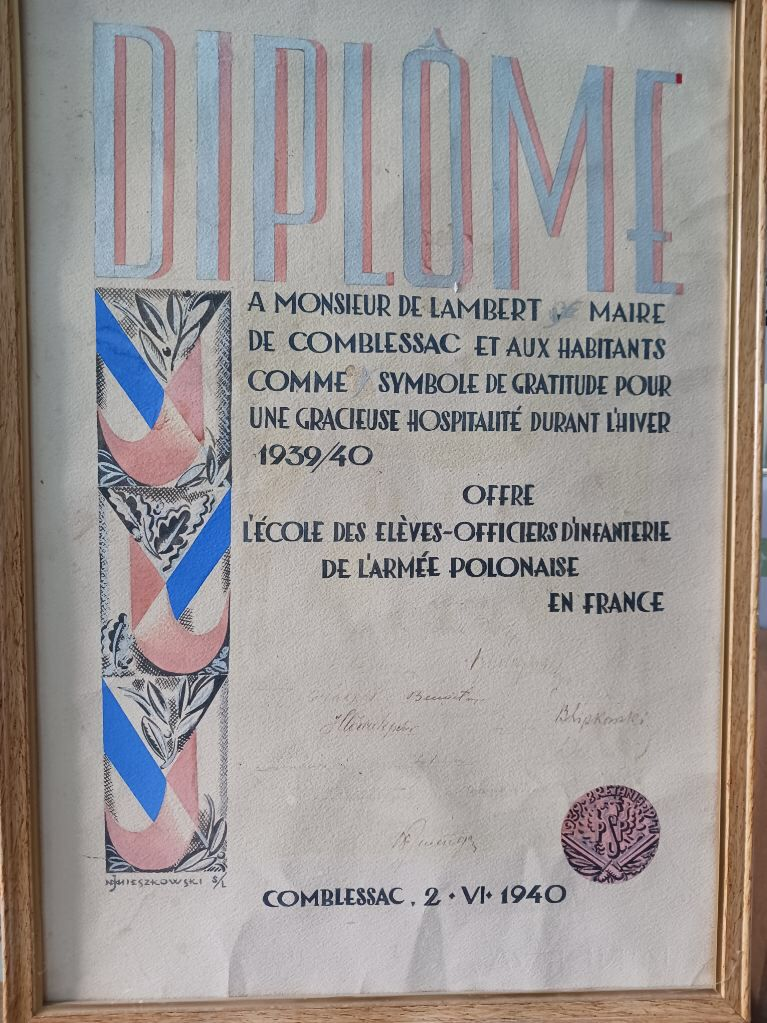
Dyplom wdzięczności dla mieszkańców Comblessac od żołnierzy polskich